# Marinahua
Marinahua (Marinawa, Marinaua), pleme američkih Indijanaca s gornjeg toka rijeke Purus u Peruu i susjednoj brazilskoj državi Acre. Prema mnogim autoritetima oni su podgrupa Sharanahua koja govori dijalktom jezika sharanahua. U vrijeme prije kontakta naseljavaju kraj uz gornju Rio Tarauacá, ali negdje 1900. napuštaju taj kraj pod pritiskom drugih plemena koja potiskuju bijele pridošlice. Kasnije se nalaze na rijeci Río Furnaya, jednoj pritoci Embire. U prvoj polovici 20 st. zbog raznih bolesti gube polovicu svoje populacije. Marinahua su lovci, ribari i uzgajivači kukuruza, manioke, banana i drugog bilja. Danas mnogi odlaze u potragu za poslom.